# Argyra involuta
Argyra involuta är en tvåvingeart som beskrevs av Van Duzee 1925. Argyra involuta ingår i släktet Argyra och familjen styltflugor.
Artens utbredningsområde är South Dakota. Inga underarter finns listade i Catalogue of Life.